# KF Besa Dobërdoll
KF Besa Dobërdoll – macedoński klub piłkarski mający swoją siedzibę w Dobrim Dole. Występuje w Wtorej makedonskiej fudbałskiej lidze, najwyższym szczeblu piłkarskim w Macedonii Północnej.

## Historia
KF Besa Dobërdoll został założony w 1976. W sezonie 2017/2018 awansowali do Tretej makedonskiej fudbałskiej ligi. W sezonie 2019/2020 zajęli pierwsze miejsce w grupie zachodniej tej ligi, jednak nie awansowali poziom wyżej, ponieważ wszystkie awanse i spadki zostały anulowane z powodu pandemii COVID-19. W sezonie 2020/2021 ponownie zajęli w niej pierwsze miejsce, tym razem awansując do Wtorej makedonskiej fudbałskiej ligi. W debiutanckim sezonie zajęli 6. miejsce w grupie zachodniej. W sezonie 2023/2024 wygrali w niej całe rozgrywki i awansowali do Prwej makedonskiej fudbałskiej ligi.

## Stadion
W sezonie 2024/2025 KF Besa Dobërdoll rozgrywa swoje mecze na Stadionie Miejskim w Gostiwarze.

## Skład
Stan na 11 października 2024
| Nr | Poz. | Piłkarz                |
| -- | ---- | ---------------------- |
| 1  | BR   | Kostadin Zahow         |
| 3  | OB   | Almir Rexhepi          |
| 4  | PO   | Arsim Ljamalari        |
| 5  | PO   | Armend Alimi (kapitan) |
| 6  | OB   | Medzit Neziri          |
| 7  | NA   | Genc Gashi             |
| 8  | NA   | Remzifaik Selmani      |
| 10 | PO   | Dzemail Esati          |
| 11 | NA   | Admir Ljatifi          |
| 12 | PO   | Egzon Tairi            |
| 14 | PO   | Adama Samake           |
| 15 | OB   | Imran Fetaj            |
| 17 | NA   | Ilirid Ademi           |
| 19 | NA   | Emir Skenderi          |

| Nr | Poz. | Piłkarz                                        |
| -- | ---- | ---------------------------------------------- |
| 21 | OB   | Baszkim Welija                                 |
| 22 | PO   | Oktaj Rakipi                                   |
| 23 | NA   | Filip Aleksowski                               |
| 24 | OB   | Adem Draganović                                |
| 26 | OB   | Nahuel Franco (wypożyczony z Akademiji Pandew) |
| 28 | BR   | Resul Ramadani                                 |
| 29 | PO   | Goran Siljanowski                              |
| 34 | PO   | Malikj Beljulji                                |
| 35 | BR   | Dejan Siljanowski                              |
| 77 | PO   | Jasin Nuredini                                 |
| 90 | NA   | Danin Talović                                  |
|    | BR   | Ili Ziberi                                     |
|    | NA   | Hisar Ali                                      |
|    | NA   | Zani Nazifi                                    |